# Messerschmitt Me 261
Die Messerschmitt Me 261 war ein zweimotoriges deutsches Flugzeug aus der Zeit des Zweiten Weltkrieges. Es kam nicht über den Prototypenstatus hinaus.

## Entwicklung
Die Me 261 wurde in den Konstruktionsbüros bei Messerschmitt ursprünglich für einen Rekordflug von Berlin nach Tokio entworfen. Dabei sollte die olympische Flamme transportiert werden. Danach war die Verwendung als Aufklärer und Transporter vorgesehen. Dem Projekt wurde aber keine besondere Dringlichkeit zugeschrieben. Dennoch hatte ein Prototyp am 25. November 1940 seinen Erstflug. Die Tatsache, dass man sich bei der Motorisierung für den neuen und unerprobten Daimler-Benz-DB-606-Motor entschieden hatte, verhinderte eine mögliche Serienfertigung immer wieder. Nach der Zerstörung des Prototyps V3 im Juli 1943 wurde das Projekt ohne militärisch verwendbare Ergebnisse eingestellt. Keine Me 261 wurde je in Serie gefertigt.
Die Messerschmitt 261 war als freitragender Mitteldecker geplant. Der Antrieb bei den Prototypen V1 & V2 erfolgte durch zwei Daimler-Benz-DB-606-A/B-Motoren mit jeweils 2700 PS Startleistung. Typisch für das Erscheinungsbild der Me-261-Prototypen waren das Scheibenleitwerk und die langgestreckte Form mit den breiten Tragflächen. Ziel der Entwicklung dieses Langstreckenflugzeugs in Ganzmetallbauweise waren eine Reichweite von 11.000 Kilometern und eine Geschwindigkeit von etwa 600 km/h.

## Gebaute Flugzeuge
Me 261 V1

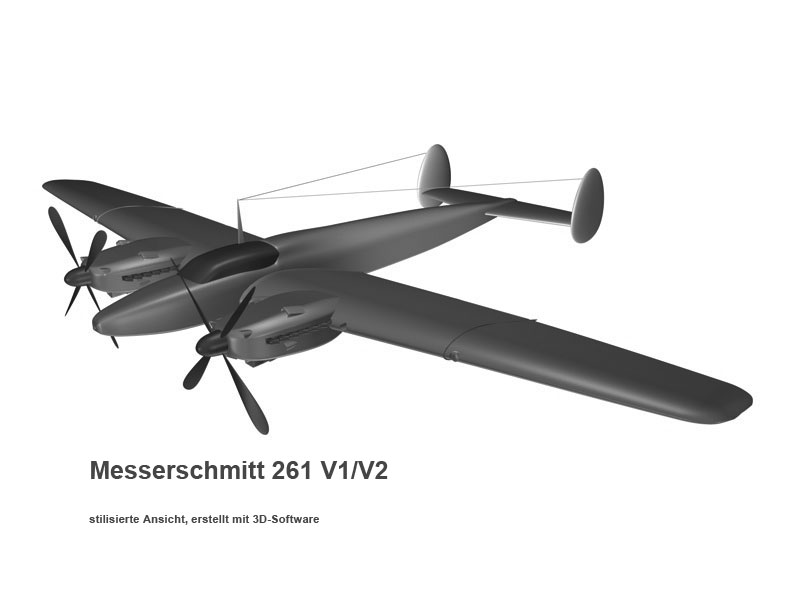
Die Me 261 als 3D-Modell

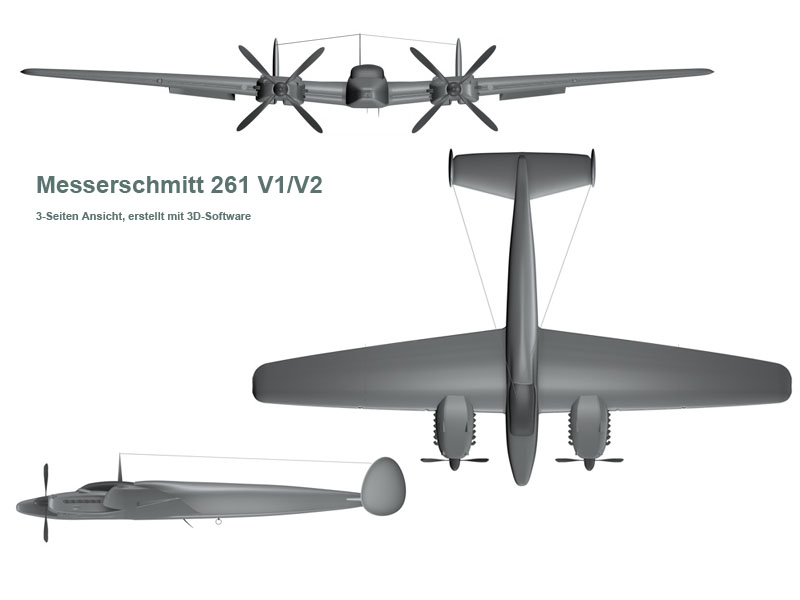
Die Me 261 in einer 3-Seiten-Ansicht

Dieser erste Prototyp hatte seinen Erstflug am 23. Dezember 1940. Aufgrund zahlreicher Probleme bei der Ausarbeitung eines Serienvorläufers konnte das Flugzeug erst am 2. Oktober 1941 an die Erprobungsstelle Rechlin überstellt werden. Allerdings war es noch nicht einsatzfähig, Tank und Motorenaufhängung hätten starker Modifikationen bedurft.
Me 261 V2
Der Erstflug des zweiten Prototyps fand am 25. November 1942 statt, die weitere Erprobung kam  jedoch aufgrund des Mangels an Motoren kaum vorwärts. Ende 1942 hatte die Erprobung dieses Flugzeugs keine Dringlichkeit für das Oberkommando der Luftwaffe. Verfügbare Ressourcen wurden für Flugzeuge eingesetzt, die bereits gefertigt wurden. 1945 wurden die Reste dieses Flugzeugs von den Amerikanern in Lechfeld erbeutet.
Me 261 V3
Die dritte Maschine war dahingehend modifiziert worden, dass die Tragflächen vergrößert wurden. Ein Werkstattflug wurde auf diesem Prototyp am 15. Oktober 1942 durchgeführt. Die V3 war das am meisten erprobte Flugzeug, auf ihm wurden auch die bis dahin weitgehend unerprobten DB-610-Motoren auf ihre Dauerbelastbarkeit erprobt. Im Juli 1943 überschlug sich die V3 bei der Landung. Sie wurde nicht wieder aufgebaut.

## Technische Daten
- Flügelspannweite: 26,87 m
- Länge: 16,675 m
- Höhe: 4,72 m
- Triebwerk: V1/V2: 2 × Daimler-Benz DB 606 A/B mit 2700 PS Startleistung
- Triebwerk: V3: 2 × Daimler-Benz DB 610 A-1/B-1 mit 2900 PS Startleistung
- Max. Geschwindigkeit: V1/V2: 585 km/h, V3: 620 km/h
- Reichweite bei einer Geschwindigkeit von 400 km/h: 11.000 km